# Marienhof (Bergisch Gladbach)

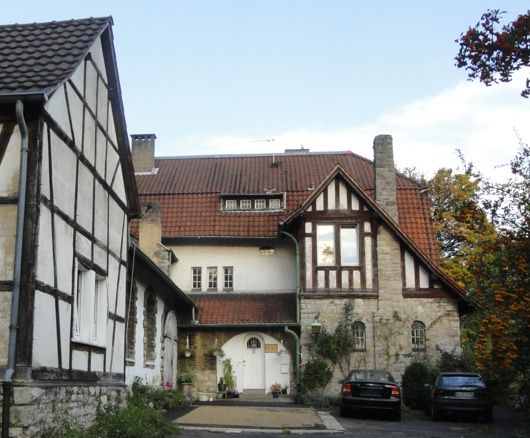
Marienhof 2014

Der Marienhof ist ein Anwesen im Stadtteil Gronau von Bergisch Gladbach im Rheinisch-Bergischen Kreis.

## Geschichte
Der Marienhof wurde 1904 von dem Kalkfabrikanten und Branntweinbrenner Johann Odenthal erbaut. Er wählte die Landhausvilla als seinen neuen Wohnsitz. Odenthal war auch Eigentümer der Gronauer Mühle und des Gronauer Hofes, die beide vor Jahren abgerissen wurden. Von 1921 bis 1928 war er Bürgermeister von Bergisch Gladbach.
Das Anwesen trägt Stilformen des Jugendstils und des Historismus. Es hat einen Wirtschaftstrakt mit Tordurchfahrt und Turmhaube. Dazu gehört eine angebaute Fachwerkremise. Alle Fassadenansichten sind durch einen Wechsel von Putz- und Bruchsteinflächen lebhaft und unterschiedlich angelegt. Die Ausstattung aus Treppen mit Schnitzwerk, Türen mit gefüllten Rahmen, Kassettendecke mit Malerei des Jugendstils, Kamin und Wandschränken ist fast vollständig erhalten geblieben.

## Baudenkmal
Das Gebäude ist als Baudenkmal Nr. 164 in die Liste der Baudenkmäler in Bergisch Gladbach eingetragen.